# Hexatoma (Eriocera) pterotricha
Hexatoma (Eriocera) pterotricha is een tweevleugelige uit de familie steltmuggen (Limoniidae). De soort komt voor in het Oriëntaals gebied.